# Martin Boddey
Albert Martin Boddey (Stirling, Escocia; 16 de abril de 1907 – Londres, Reino Unido; 24 de octubre de 1975) fue un actor británico de cine y televisión.
Fue el miembro fundador de la caridad Lord's Taverners. Comenzó a actuar bien entrada la mediana edad a menudo retratando figuras de autoridad irritables como policías o magistrados.

## Filmografía seleccionada
- (1950) The Twenty Questions Murder Mystery
- (1950) Cairo Road
- (1950) State Secret
- (1950) Cage of Gold
- (1950) Seven Days to Noon
- (1951) The Magic Box
- (1951) Cloudburst
- (1951) The Franchise Affair
- (1951) The Adventurers
- (1951) Laughter in Paradise
- (1951) Valley of Eagles
- (1951) Appointment with Venus
- (1953) Folly to Be Wise
- (1953) Park Plaza 605
- (1953) Personal Affair
- (1953) Rob Roy, the Highland Rogue
- (1954) Face the Music
- (1954) Doctor in the House
- (1954) Forbidden Cargo
- (1954) Svengali
- (1954) Up to His Neck
- (1955) Secret Venture
- (1956) You Can't Escape
- (1956) The Iron Petticoat
- (1956) The Last Man to Hang?
- (1956) The Silken Affair
- (1957) There's Always a Thursday
- (1957) How to Murder a Rich Uncle
- (1957) Not Wanted on Voyage
- (1957) Cat Girl
- (1958) Carry On Sergeant
- (1958) The Two-Headed Spy
- (1959) Carry On Nurse
- (1959) Violent Moment
- (1959) The Siege of Pinchgut
- (1959) I'm All Right Jack
- (1959) Killers of Kilimanjaro
- (1960) Moment of Danger
- (1960) Too Hot to Handle
- (1960) Oscar Wilde
- (1960) A Circle of Deception
- (1961) The Naked Edge
- (1961) The Kitchen
- (1963) The Wrong Arm of the Law
- (1963) Girl in the Headlines
- (1966) A Man for All Seasons
- (1970) The Rise and Rise of Michael Rimmer
- (1972) Tales from the Crypt
- (1973) Psychomania
- (1973) Dark Places
- (1975) The Naked Civil Servant